# Sabine von Oettingen

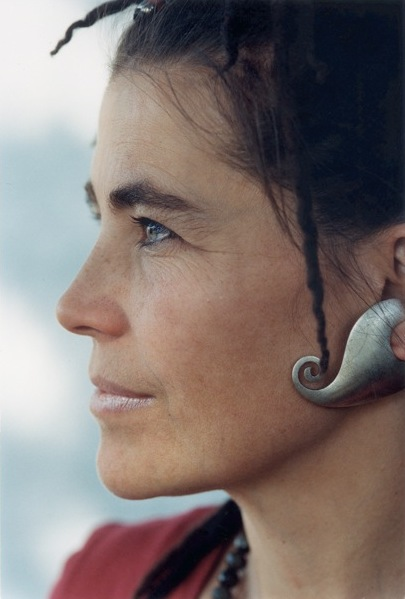
Sabine von Oettingen

Sabine von Oettingen (* 1962 in Berlin) ist eine deutsche Künstlerin, Kostüm- und Bühnenbildnerin und Modedesignerin.

## Leben
Sabine von Oettingen entstammt einer Künstlerfamilie. Ihr Vater war der Schriftsteller Hans von Oettingen. Sie hat vier Geschwister. Von Oettingen begann ihre Karriere 1979 als Kascheurgehilfin und Ausstatterin beim Berliner Ensemble und am Pantomimentheater vom Prenzlauer Berg in Berlin (Ost). Ab 1980 war sie Mitglied des Berliner Pantomimentheaters unter Leitung von Eberhard Kube. Es folgen Kostüm- und Bühnenbildassistenzen bei Lothar Scharsisch, Ursula Scheib und Manfred Bofinger. 1983 war Sabine von Oettingen Mitgründerin des alternativen ostdeutschen Modelabels ccd.
1985 erhielt die Autodidaktin den „ordentlichen Berufsausweis“ als freischaffende Kostüm- und Bühnenbildnerin durch den Magistrat von Berlin (DDR). Das war die Voraussetzung für freie künstlerische Arbeit in der DDR. Es folgten u. a. Aufträge für Kostümbilder an der Berliner Volksbühne, dem Stadttheater Schwerin, dem Puppentheater Neubrandenburg und der Oper Halle. 1987 erfolgte die Ausreise in die USA mit einem Zweitwohnsitz in Berlin (West). Nach Kostümbildern in Paris und St. Brieux erhielt sie 1989 den Berliner Designerpreis für Kreativität und wurde von Nina Ricci zur Haute Couture Paris eingeladen.
In den Jahren seit 1990 erhielt von Oettingen Aufträge für Bühnen- und Kostümbilder in Nürnberg, Weimar, Berlin, Bad Pyrmont, Erfurt, Jena, Reutlingen, Halle, Rostock, Paris und Leipzig. Das Deutsche Historische Museum kaufte 1997 Teile ihrer Kollektion aus den 1980er-Jahren auf.
1999 begann Sabine von Oettingen mit ihrem damaligen Lebensgefährten, dem französischen Schriftsteller und Buchhalter Thierry Benquey, die Obermühle in Polleben auszubauen. Ein Brand vernichtete im September 2003 den fast fertigen Bau. Die Mühle selbst wurde völlig zerstört. Das Wohnhaus wurde wieder aufgebaut und neu belebt, in den 2010er-Jahren jedoch verkauft.
2009 war von Oettingen Protagonistin im Film Comrade Couture – Ein Traum in Erdbeerfolie von Marco Wilms, der die Parallelwelt der Mode- und Überlebenskünstler Ost-Berlins zeigt.
Das Deutsche Haus der New York University widmete ihr im Jahre 2011 eine zweimonatige Personalausstellung mit dem Fotografen Jürgen Hohmuth unter der Titel „New York is Where We Are“.
Sabine von Oettingen lebt in Halle/Saale.

„Meine Mode ist immer irgendwie theatralisch, das liegt daran, dass meine Liebe der Bühne gilt, von der ich auch komme. Im täglichen Leben brauche ich einen guten Pullover, ordentliche Jeans und Wanderschuhe, alles andere tut nicht Not. Aber da gibt es ja zum Glück noch die wunderbaren x-beliebigen Anlässe, an denen wir unbedingt eines dieser wie Tagebuchseiten gearbeiteten Kleider, Roben oder edlen Hüllen brauchen.“

## Auszeichnungen
- 1989: Berliner Designerpreis „Mode Durchbruch Berlin“[9]
- 2018: Verdienstorden des Landes Sachsen-Anhalt